# Finn újságok
A finnekre jellemző, hogy nagy újságolvasók. Ha a lakosság számarányához viszonyítva az összes megjelenő lapszámot tekintjük, akkor Finnország a világon a harmadik, Európában a második helyen áll.[forrás?]
Finnország 5,3 milliós lakosságát újságok, magazinok, rádióállomások és televíziós csatornák nagy tömege látja el, míg az internet a hagyományos médiával minden téren verseng.

## Története röviden
Az első Finnországban megjelent újság svéd nyelvű volt, a turkui Auróra Kör jelentette meg 1771-ben, és az újság az 1790-es évekre már a külföldi és belföldi hírek fő forrása vált. Több, mint 90 évig jelent meg, és ez volt a nemzeti kormány hivatalos szócsöve is, amikor Finnország függetlenedett az Orosz Nagyhercegségtől.
Az első Finnországban megjelent finn nyelvű újság, a Suomenkieliset Tieto-Sanomat című ismeretterjesztő lap volt, melyet 1775-ben indított Antti Lizelius. 1844 óta rendszeresen jelennek meg finn nyelvű újságok.
Finnországban az 1950-es évek óta 4 különböző médiakorszak zajlott: 1950-től 1957-ig folytatódott a nyomtatás, és az általános, oktatási és kulturális közszolgálati rádió médiakorszaka; 1957-től 1970-ig a közszolgálati televízió és a népszerű közszolgálati rádió korszaka volt; 1970-től 1985-ig a média kereskedelmi forgalomba kerülése, és 1985-től 2000-ig a médiás üzletek korszaka volt.
Ezek a korszakok a gazdasági, társadalmi, és politikai változások során alakultak ki. A sajtó szerkezetét a városiasodás, iparosítás és az ország déli felére irányuló eltolódás is befolyásolta.  A kereskedelmi rádió-televíziózás akkor kezdett igazán virágozni, amikor az állam egyre inkább veszíteni kezdett a gazdaságra gyakorolt szerepéből, és az általános irányelvek a piacalapú gazdaságot támogatták. Továbbá, mivel a közszolgálati rádió-televíziózás költségvetése nem tette lehetővé, hogy bővítsék a rádiós és televíziós szolgáltatások körét, felgyorsult a kereskedelmi műsorszórás.
Az ezredforduló óta az internet egyre nagyobb befolyással bír a hagyományos médiára (mint az újság, magazin, könyv, mozi, rádió, televízió), fellazította ugyanis az addigi helyzetüket, tevékenységüket és egymás közti viszonyukat. A hivatalos statisztikák alapján a finn háztartások átlagosan 150 eurót fordítottak internetkapcsolatra 2006, míg 2001-ben ez a szám csupán 43 euró volt.

## A finnek lelkes újságolvasók
Mint ahogy a többi skandináv nemzet, a finnek is buzgó újságolvasók. Finnország az EU tagállamai között az első helyen szerepel, és a világon pedig a 3. helyen áll Japán és Norvégia mögött. 2006-ban 1000 lakosra 515 eladott újságpéldány jutott. A gazdasági statisztikák alá is támasztják az előbbi állítást: a tömegkommunikációs eszközök forgalmából (31 százalék), és a reklámozási állambevételekből (52 százalék) az újságok részesedése továbbra is nagyon magas. A 12 évnél idősebb lakosság nyolcvanhét százaléka olvas napi rendszerességgel újságot.
Összesen 200-féle újság jelent meg 2007-ben, összesen 3,1 millió példányszámban. Ezek közül 53 heti 4-7 alkalommal, míg 32 naponta jelenik meg, ami több, mint bármely másik északi országban.
A finn újságpiac 88 százaléka előfizetett, és csak 12 százalék az újságos standok aránya. Az újságok hetvennyolc százalékát az előfizetőknek már reggeli fél hét előtt kiszállítják. Éjjelente mintegy 7000 újságkihordó szállítja ki az újságokat az előfizetők ajtajához vagy postaládáikba autóval, motorosszánon, csónakkal, kerékpárral, motorkerékpárral, speciális szánon vagy gyalog.
Átlagosan a finnek minden egyes nap 36 percet olvasnak újságot. Az újságolvasás aránya kissé nőtt a fiatalabb korosztály (12 és 24 év közöttiek) körében egy 2008-as felmérés szerint. Eszerint a nyomtatott újságok olvasóközönsége is -bár csekély arányban- nőtt, ami azért figyelemreméltó, mivel ugyanakkor a fiatalabbak egyre inkább online olvassák az újságokat.
2006-ban a tömegkommunikáció forgalma meghaladta a négy milliárd eurót Finnországban. Ennek az összegnek közel 70 százalékát a írott sajtó (újságok, magazin, könyv, nyomtatott reklám) tette ki, míg az elektronikus média (televízió, rádió, internet) 23 százalékát, és a rögzített felvételek (zene, CD-ROM, DVD) a fennmaradó 7 százalékát.

## A két nagy rivális
A példányszám alapján a második legnagyobb finn újság az Aamulehti.
A Sanoma Csoport jelenteti meg a két legnagyobb újságot Finnországban: a Helsingin Sanomat-ot (példányszám: 420 000), és az Ilta-Sanomat Archiválva 2009. január 18-i dátummal a Wayback Machine-ben bulvár napilapot (177 000 példány). Ezek az összes napi eladott példányszám 27 százalékát teszik ki.
A Sanoma Csoport a nemzetközi piacra való terjeszkedésének egy újabb szakaszába ért, amikor 2001-ben megvásárolta a holland VNU fogyasztói magazincsoportját. Ennek a felvásárlásnak köszönhetően a cég immár valóságos médiamogul az európai színtéren. A jelenlegi Sanoma Magazines közel 230-féle magazint ad ki 13 országban, és az öt legnagyobb európai magazinkiadó közé tartozik.
Mindent egybevetve a Sanoma csoport 16 országban van jelen, és magazinok, könyvek, újságosstandok, terjesztők/nagykereskedők, könyvesboltok, mozik és éttermek állnak érdekeltségében. Az internet korszakára való áttérést a Taloussanomat című üzleti lap kiadása szimbolizálja. A Taloussanomat megalapításakor, 1997-ben még nyomtatott kiadásban jelent meg, de 2008 óta már kizárólag az interneten elérhető, és hatalmas népszerűségnek örvend.
A második legnagyobb újságkiadó az Alma Media, ami 5 helyi napilapot jelentet meg. Kiadványai közt szerepel a tamperei Aamulehti (1881-ben alapították, példányszáma 139 000), a Kauppalehti üzleti lap (81 000 példány), és a bulvár napilap, az Iltalehti (131 000 példány).
Az 1980-as évek óta a nagy újságkiadók bővítették választékukat, és kiterjeszkedtek az elektronikus média, mobil webes szolgáltatások, digitális interaktív média és multimédiás termékek világába, és ezáltal valódi multimédiás vállalattá váltak.

## A magazinok változatosabbá váltak
Finnország legnépszerűbb magazinjai közé tartozik a Tietokone (számítástechnikai magazin), az Anna (női magazin), és a Suomen Kuvalehti (heti hírmagazin).
A finn média gazdasági életében az eladást tekintve a második legnagyobb csoportot képviselik a magazinok: 2007-ben a tömegkommunikációs piac 18 százalékát tették ki. Körülbelül 3500 magazin és folyóirat jelenik meg, 60 százaléka heti rendszerességgel. A folyóiratok éves száma (az összpéldányszám szorozva az éves kiadványok számával) 385 millió volt 2006-ban. A fogyasztói magazineladások 87 százaléka előfizetéses, ami az egyik legmagasabb százalékos arány Európában. Összességében a finn magazinok újságosstandos eladásai 21 millió példányt, és mintegy három millió külföldi magazint jelentenek.
Csak egy közérdekű heti hírmagazin van, a Suomen Kuvalehti (102 000 példányszámmal), amit az United Magazines jelentet meg. A példányszámok tekintetében a legnagyobb magazin a hetente megjelenő Donald Kacsa képregény (321 000 példány), a Sanoma Magazines kiadásában jelenik meg. A finn tanárok szövetsége díjjal is jutalmazta kiemelkedő minőségű finn nyelve miatt.
Mintegy 145 ingyenes lap él. Az újságelőfizetések és korai újságkihordás erejét bizonyítja, hogy a háztartások közel 70 százaléka rendel otthonra újságot. A 10 évesnél idősebbek körében a lakosság 76 százaléka olvas napi rendszerességgel reggeli vagy délutáni lapokat. Nyolc nemzeti napilap van Finnországban. A legnagyobb a politikailag semleges Helsingin Sanomat a SanomaWSOY kiadásában (431 000 példány), ami az északi országok között a legnagyobb előfizetői körrel rendelkezik.
A tulajdonjog szerkezetében egyre gyorsul a trend az újságláncok felé Finnországban. 2005-ben 22 újságlánc volt, melyek közül három jelentet meg svéd nyelvű lapokat. Finnország kétnyelvű ország lévén 13 svéd nyelvű újságot jelentet meg. A két fő kiadó, a SanomaWSOY és az Alma Media az összes példányszám 56 százalékát teszi ki. Az összes 53 napilap közül mindössze 10 jelenik meg a lánctulajdonok körén kívül.
Az eladások számét tekintve a második legnagyobb csoport az újságok után a magazinoké. Körülbelül 2600 magazin és folyóirat jelenik meg, és ha a legalább negyedévente megjelenő kiadványokat is számba vesszük, a szám 5000-re kúszik.
Az internet behatolása már lassan az újságokhoz is elér, 2006-ban már 70 százalékos volt az aránya. Az 1000 főre jutó internetkapcsolatok száma 366. Ezek 36 százalékában, azaz 860 000 háztartásban használnak széles sávú kapcsolatot.
A legtöbb újságnak elérhető a rendszeresen frissített online verziója, és 50 lap tölti fel nyomtatott példányaikat online PDF-formátumban. Legtöbb esetben a PDF-verzió címlapja ingyen megtekinthető, míg a részletekhez és az archívumokhoz csak fizetés útján lehet hozzáférni. A tíz leglátogatottabb portál közül öt médiás érdekeltségű weboldal.

## A legfőbb modern médiás fejlesztések
A nyomtatott média olvasottsága továbbra is magas, de a korábbi aránynál alacsonyabban, különösen a fiatal generáció körében.
Az újságvállalatok egyre inkább terjesztik webes jelenlétüket. A főbb lapterjesztők még inkább kiterjesztették nemzetközi piacukat a balti államokban, Oroszországban és Európában is.
A lapkiadási piac már eléggé telített, és kiaknázatlan területeket találni nehéz. A fő lapkiadó vállalatok még mindig finn tulajdonban vannak. Az újságok egyre több életmód- és szórakoztató mellékletet adnak ki magazin formájában.
A nagyobb városokban a főbb sajtóvállalatok már betörtek az ingyenes lapok piacára. Ennek célja, hogy felvegyék a versenyt a helyi- és apróhirdetések kiadásaival.
A sajtóvállalatok egyre szorosabbra fűzték a lánclapjaik közti együttműködést ami a hírszerzéssel kapcsolatban, hogy megbirkózzanak a növekvő kiadási költségekkel.
Különösen a kis- és közepes méretű, nem naponta megjelenő újságok formájukban bulvárosodtak. A hetente 1-3 alkalommal megjelenő lapok 93 százaléka, míg a hetente 4-7 alkalommal megjelenő lapok 42 százaléka pletykalapként jelenik meg. Azonban a napilapok döntő többsége minőségi, mindössze 16 százaléka, azaz a 31 lapból 5 bulvár.
Az újságok eladási számának esése egyrészt betudható a online elérhető cikkek növekvő népszerűségének. Azok, akiknek nincs előfizetésük, inkább fordulnak az újságok webes kiadásaikhoz vagy pdf-verziójukhoz. Főként a fiatalok körében nőtt meg az újságok webes verzióját olvasók száma. A másik ok pedig, hogy megnőtt az egy személyes háztartások száma, főként a nagyobb városokban, és ezekben kevésbé valószínűbb, hogy előfizetnek, vagy vásárolnak egy lapot, mint egy családi háztartásban.

## Nyomtatott sajtó
- Helsingin Sanomat („Helsinki Hírek”): a legnagyobb példányszámú, minden témával foglalkozó napilap.
- Iltasanomat („Esti Hírek”): kicsit bulvárosabb, könnyedebb hangvételű lap
- Iltalehti („Esti Újság”): szintén bulváros jellegű napilap
- Kauppalehti : gazdasági kérdésekkel foglalkozó újság
- Hufvudstadsbladet: a vezető svéd nyelvű lap